# ناحیه کینگستون، میشیگان
ناحیه کینگستون (به انگلیسی: Kingston Township) یک منطقهٔ مسکونی در ایالات متحده آمریکا است که در شهرستان تاسکولا، میشیگان واقع شده‌است.
 ناحیه کینگستون ۹۲٫۹ کیلومتر مربع مساحت و ۱٬۵۷۴ نفر جمعیت دارد و ۲۳۷ متر بالاتر از سطح دریا واقع شده‌است.